# Anthony A. Barrett
Anthony Arthur Barrett (né le 30 juillet 1941 à Worthing, Angleterre) est un universitaire et professeur d’études classiques anglo-canadien et l'auteur de plusieurs livres sur l'Antiquité romaine.

## Biographie
Barrett a fréquenté le collège et lycée Hookergate Grammar School, près de Rowlands Gill, puis l'Université de Durham (King's College), où il a obtenu son diplôme de latin en 1963. Il a ensuite poursuivi des études classiques en tant que Commonwealth Scholar à l'Université de Toronto, et l'archéologie classique à l'Université d'Oxford (St. John's College). Après sa retraite, il a étudié l'anglo-saxon, le norrois et le celtique à l'Université de Cambridge (Sidney Sussex College).
En 1968, il est nommé professeur adjoint à l'Université de la Colombie-Britannique, à Vancouver, au Département des études classiques, aujourd'hui Département de la Méditerranée ancienne et du Proche-Orient, et est devenu professeur titulaire en 1984. Il a été chef de département de 1993 à 1998. Il a été élu membre de la Société royale du Canada en 2000, et en 2002 a reçu une bourse de recherche Killam de deux ans pour ses travaux sur l'histoire de l'Empire romain. En 2004 l'Université de la Colombie-Britannique lui a décerné le titre de chercheur universitaire distingué. Avant pris sa retraite en 2007 il réside actuellement à Heidelberg, en Allemagne, où il poursuit ses recherches et  enseigne occasionnellement à l'Université de Heidelberg.

Ses recherches universitaires se sont concentrées sur l'histoire et l'archéologie romaines, avec un accent sur le début de l'Empire romain. Il a écrit des articles sur l'histoire romaine et des monographies sur les empereurs et la famille impériale. Il a produit une étude sur Caligula, saluée comme un « livre remarquable » par l'historien israélien Zvi Yavetz. Son livre « Rome is burning » représente le premier rapport scientifique détaillé sur le grand incendie de Rome le règne de l’empereur Néron, où il analyse la signification historique et les conséquences de l'incendie ainsi que les traces de celui-ci découvertes dans les fouilles archéologiques. Il soutient que même si les preuves archéologiques suggèrent que l'incendie a été moins étendu qu'on ne le croit généralement, les répercussions économiques et politiques ont été énormes et ont contribué de manière substantielle à la disparition de la première dynastie régnante de Rome, les Julio-Claudiens. Ses livres ont été traduits en allemand, italien, espagnol, russe, tchèque, estonien et chinois. Il a également réalisé des traductions et des commentaires sur des auteurs classiques et de la Renaissance. 

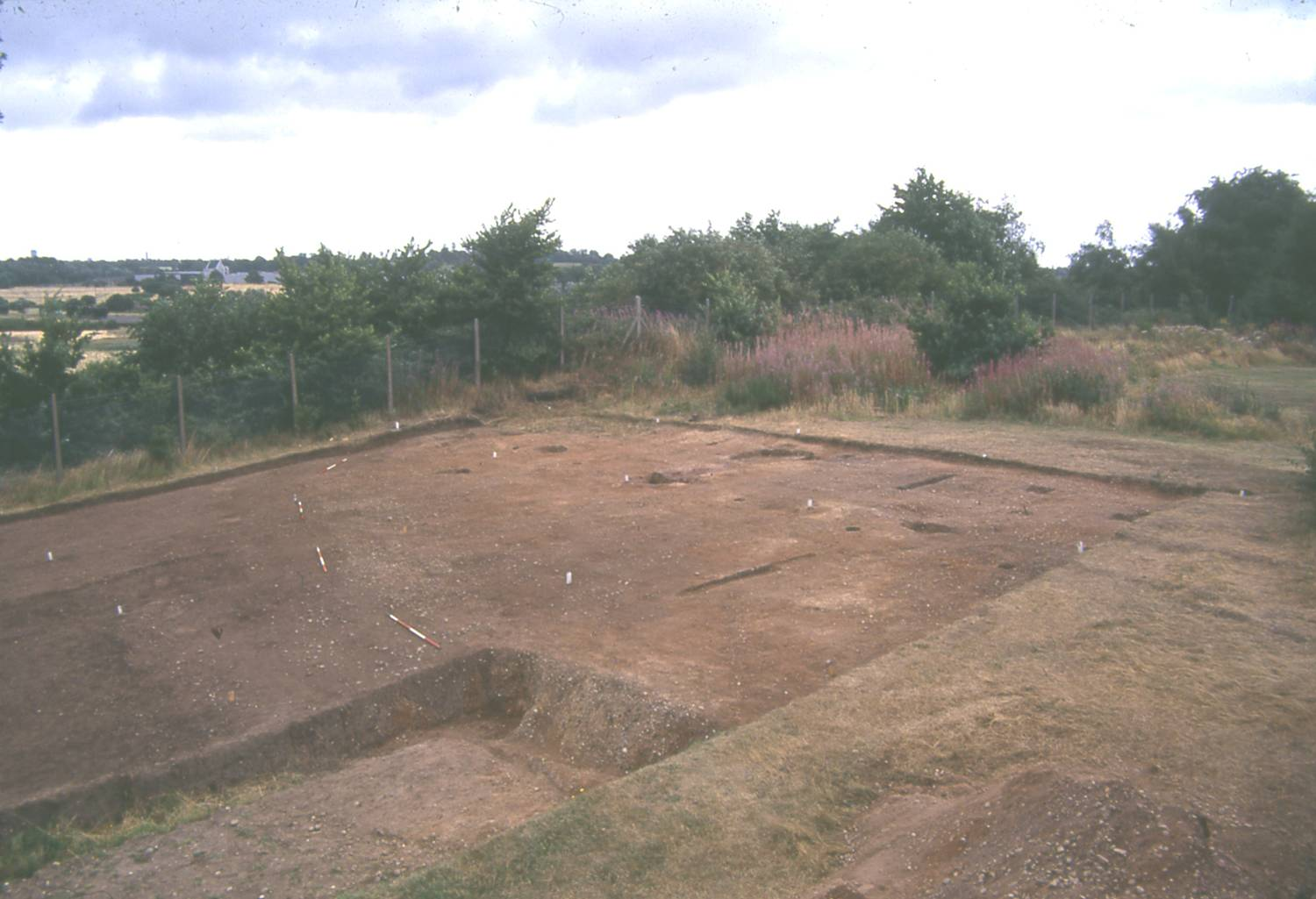
Défenses occidentales du fort romain du Lunt en cours de fouilles

Participant à plusieurs fouilles archéologiques en Grande-Bretagne, il a écrit un certain nombre d'articles sur la Grande-Bretagne romaine et, de 1988 à 2003, il a dirigé les fouilles de formation archéologique au fort romain du Lunt, près de Coventry, en Angleterre, qui ont exposé la partie nord des défenses ouest du fort.
À Vancouver, il était membre de la Société royale d'astronomie du Canada et a écrit sur l'astronomie ancienne. Il a montré qu'une technique d'observation standard prétendument moderne, la « vision détournée », a été enregistrée il y a près de deux mille cinq cents ans par Aristote. Il a également développé un intérêt pour l'architecte Francis Rattenbury, concepteur de certains des principaux monuments de la Colombie-Britannique, et a co-écrit une étude majeure sur sa carrière comme architecte, ainsi qu'un volume aux editions Penguin sur Rattenbury et le procès pour meurtre qui a suivi sa mort, co-écrit avec le procureur général pour l’Angleterre et le Pays de Galles, Sir Michael Havers (Baron Havers). Il écrit occasionnellement des articles sur l'art et l'archéologie pour le Wall Street Journal.

## Livres
- The Emperor Caligula in the Ancient Sources. Co-écrit par John Yardley. Oxford: Oxford University Press, 2023.
- Rome is Burning: Nero and the Fire that Ended a Dynasty. Princeton: Princeton University Press, 2020.
- The Emperor Nero: a Guide to the Ancient Sources. Princeton: Princeton University Press, 2016. Co-écrit par John Yardley et Elaine Fantham.
- Caligula: the Abuse of Power. London: Routledge, 2015.
- Édition révisée de Caligula: the Corruption of Power. New Haven: Yale University Press, 1990.
- Velleius Paterculus, Roman History. Indianapolis: Hackett Publishing, 2011. Coauthored by John Yardley.
- Tacitus, Annals (Oxford: Oxford University Press. Oxford World’s Classics, 2008. Co-écrit par John Yardley.  (ISBN 9780191539855).
- Lives of the Caesars (ed.) Oxford: Blackwell, 2008.  (ISBN 9781405127547).
- Livia, First Lady of Imperial Rome. New Haven: Yale University Press, 2002.
- Agrippina: Sex, Power and Politics in the Early Empire. New Haven: Yale University Press, 1996.
- Janus Pannonius. Epigrammata. Budapest: Corvina, 1985.
- The Rattenbury Case. London: Penguin Books, 1989. Co-écrit par Sir Michael Havers et P. Shankland.
- Francis Rattenbury and British Columbia. Vancouver: University of British Columbia Press, 1983. Co-écrit par R. Liscombe.